# 캠프 토코아
캠프 토코아(Camp Toccoa)는 제2차 세계 대전 동안 설치되었던 미국 육군의 낙하산 보병을 양성하기 위한 훈련 캠프였다. 캠프 토코아의 원래 이름은 남북 전쟁 당시 아메리카 연합국(=남부군)의 장군이었던 로버트 툼스(Robert A. Toombs)의 이름을 따서 "캠프 로버트 툼스"였다.
1938년에 계획되고 1940년에 1월 17일부터까지 12월 14일까지 조지아주 토코아, 스테판스 카운티 서쪽 5 마일(8 km) 지점에 공공사업진흥국과 조지아 육군 방위군에 의해 건설되었다. 커레히 산은 남서쪽으로 4마일 거리에 있다.
제101공수사단의 501과 506, 제2공수보병여단(이후의 제1보병사단, 2여단)의 제507, 제11공수사단의 511, 독립부대인 517로 총 5개의 낙하산보병연대(Parachute Infantry Regiment (PIR))가 입주하였다. 강하훈련은 C-39와 C-47로 강하 훈련을 시행하였다. 1946년 폐쇄되었으며, 낙하산 강하에 관련된 모든 훈련시설은 포트 베닝으로 옮겨졌다.

## 주둔했던 부대
- 제501낙하산보병연대(501st PIR)
- 제506낙하산보병연대(506th PIR)
- 제507낙하산보병연대(507th PIR)
- 제511낙하산보병연대(511th PIR)
- 제517낙하산보병연대(517th PIR)
- 제457낙하산야전포병대대 (457th FA)
- 제295중형병기정비중대

## 참고
1. ↑  “Georgia Place-Names by Kenneth K. Krakow” (PDF) (영어): 25(실제로는 55). 2016년 3월 11일에 확인함.